# Stefan Walter (Finanzfachmann)
Stefan Walter (* 1965) ist ein deutscher Finanzmarktfachmann. Er ist seit April 2024 Direktor der Eidgenössischen Finanzmarktaufsicht (FINMA).

## Leben
Seine Ausbildung als Finanzexperte erwarb Walter an der Columbia University in New York City und an der University of California, Berkeley. Er hat dort einen Abschluss als Master in International Banking and Finance erlangt.
Walter war während dreizehn Jahren bei der Federal Reserve Bank of New York tätig gewesen, zuletzt als Senior Vice President. Von 2006 bis 2011 war Walter Generalsekretär des Basler Ausschusses für Bankenaufsicht. Anschliessend war er Berater im Bereich Aufsicht und Regulierung von Grossbanken bei Ernst & Young. Von 2014 bis 2024 war er Generaldirektor bei der Europäischen Zentralbank (EZB) und baute dort die Bankenaufsicht für systemrelevante Banken der Eurozone aus und leitete diesen Bereich während sechs Jahren. Ab 2020 hat er bei der EZB die horizontale Aufsicht etabliert. Diese umfasste alle Risikobereiche, insbesondere Kredit- und Liquiditätsrisiken, sowie Stresstests.
Der Verwaltungsrat der Aufsichtsbehörde FINMA hat Walter zum neuen Geschäftsführer ernannt. Er trat per Anfang April 2024 die Nachfolge des im 2023 zurückgetretenen Urban Angehrn an.